# Мохорт, Николай Антонович
Никола́й Анто́нович Мо́хорт (укр. Мико́ла Анто́нович Мо́хорт; 6 февраля 1937, Меньковка, Житомирская область, УССР — 10 октября 2020, Киев, Украина) — известный советский и украинский ученый-фармаколог, доктор медицинских наук, профессор, заслуженный деятель науки и техники Украины. Академик Академии наук Высшей школы Украины.

## Биография
Николай Мохорт родился 6 февраля 1937 в селе Меньковка Житомирской области в семье крестьянина Антона Мохорта.
После окончания школы поступил на педиатрический факультет Киевского медицинского института, который окончил в 1960 году.

### Профессиональная деятельность
Карьеру начал в Несвижской районной больнице Минской области, БССР.
В 1966 году получил степень кандидата медицинских наук. В 1973 году получил степень доктора медицинских наук по специальности "фармакология". В 1981 году получил научное звание профессора.
Начиная с 1966 года и до конца жизни работал в Институте фармакологии и токсикологии НАМН Украины. С 1976 года являлся заведующим лабораторией специальной токсикологии и активных веществ, с 1994 возглавлял отдел фармакологии сердечно-сосудистых средств.
Профессор Мохорт Н.А. был руководителем Совета молодых ученых медиков при Минздраве УССР (1968—1972), член Государственного экспертного центра Минздрава Украины.

### Достижения, научно-исследовательская работа
Автор более 20 методических рекомендаций и Инструкций по клиническому и доклиническому изучению и медицинскому применению новых антидотов и лекарственных средств. Соавтор внедренных в практику здравоохранения 3 антидотов против ядовитых веществ и 12 новых лекарственных препаратов. Автор и соавтор более 90 авторских свидетельств и патентов на изобретения. Автор 10 патентов зарубежных (США, Франция, Германия, Великобритания, Швейцария, Швеция, Япония и другие государства) на лекарственные средства. Создал научную школу -  подготовил 7 докторов та 31 кандидата наук  по актуальным проблемам фармакологии и токсикологии.
Направлениями научных исследований являлись поиск эффективных антигипертензивных и антиангинальных средств среди химических соединений разных классов, эффективных миотропных спазмолитинов, создание и разработка противовоспалительных средств нестероидной природы, изучение механизма действия и поиск путей снижения их побочных эффектов, разработка антидотных средств при отравлении фосфорорганическими соединениями и раздражающими веществами.

## Основные работы
За время работы в Институте фармакологии и токсикологии НАМН профессор М. А. Мохорт стал автором более 330 научных трудов, в том числе 9 монографий, 2 из которых — спецмонографии.
Под научным руководством профессора Мохорта М. А. осуществлялись исследования по изучению механизмов действия, зависимостей «структура-активность» в ряде нестероидных противовоспалительных лекарственных препаратов, а также производных дигидропиридина, поиск путей снижения токсичности и оптимизации их применения в клинической практике. Профессор Мохорт М. А. был одним из ведущих специалистов в области военной токсикологии и токсикологии лекарственных средств. Им проводились фундаментально-прикладные исследования по всестороннему изучению токсикодинамики и патогенетических механизмов боевых ядовитых соединений общего, раздражающего и нейропаралитического типа действия. Под его руководством и при непосредственном участии разработаны критерии оценки тяжести поражений веществами общеядовитого и ноцицептивного действия. Впервые показана роль гистаминергической и серотонинергической систем в проявлении токсических эффектов ноцицептивного и антихолинэстеразного действия. Обоснована теория рецепторного типа действия ноцицептивных ксенобиотиков на чувствительные ноцицепторы. Определены пути и проведен поиск антидотных средств лечения при поражении вышеназванными ядами.
Среди публикаций последних лет:
- Фармакологическое действие на чувствительные нервные окончания.- М.: Здоровье, 1991. — 200 с.
- Нестероидные противовоспалительные средства. — М.: Здоровье, 1975. — 238 с.
- Теория и практика местного исцеления гнойных ран. — М.: Здоровье, 1995. — 379 с.
- Фармакотерапия заболеваний слизистой оболочки полости рта и тканей пародонта. — М.: Здоровье, 1991. — 261 с.
- Фармакодинамика и пути поиска кардиотонических лекарственных средств. — К.: Морион, 1999. — 128 с.
- Биофлавоноиды как органопротекторы. Кверцетин. Корвитин. Квертин. — М.: Научная мысль, 2012. — 273 с.
- Дослідження захисних ефектів фармакологічного прекондиціювання похідними імідазо[1,2-а]азепінію на функціонування серця щурів in vivo за умов регіональної ішемії // Фармакологія та лікар. токсикологія. 2016. № 1 (усі – співавт.).

## Награды и звания
- Орден Трудового Красного Знамени (1981).
- Почетная Грамотая Верховного Совета УССР (1982).
- Почетная Грамота Министерства здравоохранения Украины (1997)[7].
- Заслуженный деятель науки и техники Украины[8].